# 奇沃爾
奇沃爾是哥倫比亞的城鎮，位於該國東北部，由博亞卡省負責管轄，始建於1537年，面積111平方公里，海拔高度1,741米，主要經濟活動有農業、採礦業、畜牧業和商業，2005年人口2,126。